# 香港中文文學雙年獎
香港中文文學雙年獎由香港公共圖書館於1991年創辦，香港藝術發展局自2001年起合辦。獎項分新詩、散文、小說、文學評論和兒童少年文學五個組別。

## 歷年得獎作品

### 新詩組
|                      | 雙年獎                                               | 推薦獎                                                      | 評審                                       | 資料來源                  |
| -------------------- | ---------------------------------------------------- | ----------------------------------------------------------- | ------------------------------------------ | ------------------------- |
| 第一屆 (1989-1990)   | （從缺）                                             | 乞靈：《乞靈再集》，香港：破土                              | 古兆申、蔡炎培、羈魂、戴天、鄭愁予、葉維廉 | [ 1 ]                     |
| 第一屆 (1989-1990)   | （從缺）                                             | 吳美筠：《我們是那麼接近》，香港：詩雙月刊                  | 古兆申、蔡炎培、羈魂、戴天、鄭愁予、葉維廉 | [ 1 ]                     |
| 第二屆 (1991-1992)   | 王良和：《柚燈》，香港：詩雙月刊                     | （從缺）                                                    | 也斯、蔡炎培、楊牧、黃國彬、謝冕           | [ 1 ]                     |
| 第三屆 (1993-1994)   | 俞風：《看河集》，香港：素葉                         | （從缺）                                                    | 古兆申、蔡炎培、楊牧、戴天、楊匡漢         | [ 1 ]                     |
| 第四屆 (1995-1996)   | 梁秉鈞：《半途：梁秉鈞詩選》，香港：香港作家         | （從缺）                                                    | 王良和、黃國彬、楊牧、蔡炎培、羈魂         | [ 1 ]                     |
| 第四屆 (1995-1996)   | 何褔仁：《如果落向牛頓腦袋的不是蘋果》，香港：素葉   | （從缺）                                                    | 王良和、黃國彬、楊牧、蔡炎培、羈魂         | [ 1 ]                     |
| 第五屆 (1997-1998)   | 胡燕青：《地車裏》，香港：詩雙月刊                   | （從缺）                                                    | 古兆申、余光中、何福仁、羈魂、黃國彬       | [ 1 ]                     |
| 第五屆 (1997-1998)   | 飲江：《於是你沿街看節日的燈飾》，香港：呼吸詩社     | （從缺）                                                    | 古兆申、余光中、何福仁、羈魂、黃國彬       | [ 1 ]                     |
| 第六屆 (1999-2000)   | 陳汗：《黃禍．未完成之一：佛釘十架》，香港：東岸     | 游靜：《不可能的家》，香港：青文                            | 王良和、崑南、羈魂、葉輝、鍾玲             | [ 1 ]                     |
| 第六屆 (1999-2000)   | 陳汗：《黃禍．未完成之一：佛釘十架》，香港：東岸     | 鍾國強：《門窗風雨》，香港：青文                            | 王良和、崑南、羈魂、葉輝、鍾玲             | [ 1 ]                     |
| 第七屆 (2001-2002)   | 關夢南：《關夢南詩集》，香港：風雅                   | 鍾國強：《城市浮遊》，香港：青文                            | 王良和、胡燕青、葉輝、瘂弦、戴天           | [ 1 ]                     |
| 第七屆 (2001-2002)   | 關夢南：《關夢南詩集》，香港：風雅                   | 林幸謙：《原詩》，香港：天地                                | 王良和、胡燕青、葉輝、瘂弦、戴天           | [ 1 ]                     |
| 第八屆 (2003-2004)   | 鍾國強：《生長的房子》，香港：青文                   | 蔡炎培：《十項全能》，香港：瑋業                            | 王良和、余光中、崑南、關夢南、羈魂         | [ 1 ]                     |
| 第八屆 (2003-2004)   | 鍾國強：《生長的房子》，香港：青文                   | 陳德錦：《疑問》，香港：匯智                                | 王良和、余光中、崑南、關夢南、羈魂         | [ 1 ]                     |
| 第九屆 (2005-2006)   | 洛楓：《飛天棺材》，香港：青文                       | 黃茂林：《魚化石》，香港：麥穗                              | 何福仁、瘂弦、葉輝、蔡炎培、羈魂           | [ 1 ] [ 2 ]               |
| 第九屆 (2005-2006)   | 崑南：《詩大調》，香港：風雅                         | 胡燕青：《摺頁》，香港：東岸                                | 何福仁、瘂弦、葉輝、蔡炎培、羈魂           | [ 1 ] [ 2 ]               |
| 第十屆 (2007-2008)   | 廖偉棠《和幽靈一起的香港漫遊》，香港：kubrick        | 陳滅：《市場，去死吧》，香港：麥穗                          | 何福仁、胡燕青、張錯、黃國彬、羈魂         | [ 1 ]                     |
| 第十屆 (2007-2008)   | 廖偉棠《和幽靈一起的香港漫遊》，香港：kubrick        | 鄭政恆：《記憶前書》，香港：三聯                            | 何福仁、胡燕青、張錯、黃國彬、羈魂         | [ 1 ]                     |
| 第十一屆 (2009-2010) | 鯨鯨：《鯨鯨詩集：在日與夜的夾縫裏》，香港：文化工房 | 陳麗娟：《有貓在歌唱》，香港：文化工房                      | 何福仁、羈魂、胡燕青、陳義芝、鄭培凱       | [ 1 ]                     |
| 第十一屆 (2009-2010) | 鯨鯨：《鯨鯨詩集：在日與夜的夾縫裏》，香港：文化工房 | 洛謀：《島嶼之北》，香港：文化工房                          | 何福仁、羈魂、胡燕青、陳義芝、鄭培凱       | [ 1 ]                     |
| 第十二屆 (2011-2012) | 鍾國強：《只道尋常》，香港：川漓社                   | 呂永佳：《而我們行走》，香港：文化工房                      | 王良和、羈魂、楊澤、葉輝、鄭培凱           | [ 1 ] [ 3 ]               |
| 第十三屆 (2013-2014) | 劉偉成：《陽光棧道有多寬》，香港：匯智               | 關天林：《本體夜涼如水：關天林詩集》，香港：石磬文化        | 王良和、胡燕青、鄭培凱、鍾玲、鍾國強       | [ 1 ] [ 4 ] [ 5 ]         |
| 第十四屆 (2015-2016) | （從缺）                                             | 鄭政恆：《記憶後書》，香港：匯智                            |                                            | [ 6 ]                     |
| 第十四屆 (2015-2016) | （從缺）                                             | 鍾國強：《開在馬路上的雨傘》，香港：文化工房                |                                            | [ 6 ]                     |
| 第十五屆 (2017-2018) | 葉英傑：《旁觀生活》，香港：石磬文化                 | 廖偉棠：《櫻桃與金剛：詩選2013–2016》，香港：牛津大學出版社 | 關夢南、羈魂、吳美筠、淮遠、西川           | [ 7 ]                     |
| 第十六屆 (2019-2020) | （從缺）                                             | （從缺）                                                    |                                            | [ 8 ] [ 9 ] [ 10 ] [ 11 ] |

### 散文組
|                      | 雙年獎                                         | 推薦獎                                               | 評審                                   | 資料來源    |
| -------------------- | ---------------------------------------------- | ---------------------------------------------------- | -------------------------------------- | ----------- |
| 第一屆 (1989-1990)   | 鍾玲玲：《解咒的人》，香港：小島綠葉           |                                                      |                                        |             |
| 第二屆 (1991-1992)   | 黃國彬：《琥珀光》，香港：香江                 | 王良和：《秋水》，香港：突破                         |                                        |             |
| 第二屆 (1991-1992)   | 黃國彬：《琥珀光》，香港：香江                 | 蔣芸：《蔣芸作品集》，香港：蔣芸製作                 |                                        |             |
| 第三屆 (1993-1994)   | 陶傑：《泰晤士河畔》，香港：人間世             |                                                      |                                        |             |
| 第三屆 (1993-1994)   | 陳德錦：《愛島的人》，香港：新穗               |                                                      |                                        |             |
| 第四屆 (1995-1996)   | 黃碧雲：《我們如此很好》，香港：青文           | 李國威：《李國威文集》，香港：青文                   | 余秋雨、陶傑、曾敏之、董橋、潘銘燊     |             |
| 第五屆 (1997-1998)   | 黃仁逵：《放風》，香港：素葉                   | 葉輝：《浮城後記》，香港：青文                       | 許廸鏘、張錯、陳志誠、黃繼持、小思     |             |
| 第五屆 (1997-1998)   | 辛其氏：《閒筆戲寫》，香港：素葉               | 陳鈞潤：《殖民歲月：陳鈞潤的城市記事簿》，香港：突破 | 許廸鏘、張錯、陳志誠、黃繼持、小思     |             |
| 第六屆 (1999-2000)   | 梁錫華：《放風箏》，香港：華漢文化             | 丘世文：《一人觀眾》，香港：青文                     | 余秋雨、陶傑、陳志誠、陳德錦、黃國彬   |             |
| 第六屆 (1999-2000)   | 梁錫華：《放風箏》，香港：華漢文化             | 葉輝：《水在瓶》，香港：獲益                         | 余秋雨、陶傑、陳志誠、陳德錦、黃國彬   |             |
| 第六屆 (1999-2000)   | 梁錫華：《放風箏》，香港：華漢文化             | 黃秀蓮：《灑淚暗牽袍》，香港：振然                   | 余秋雨、陶傑、陳志誠、陳德錦、黃國彬   |             |
| 第七屆 (2001-2002)   | 董橋：《從前》，香港：牛津大學                 | 黎翠華：《山水遙遙》，香港：基督教文藝               | 小思、楊牧、蔣芸、劉紹銘、顏純鈎       |             |
| 第八屆 (2003-2004)   | 董橋：《白描》，香港：牛津大學                 | 林行止：《拈來趣味：林行止自選集》，香港：天地       | 許迪鏘、陶然、張錯、黃仲鳴、黃國彬     |             |
| 第九屆 (2005-2006)   | 陳雲：《舊時風光：香港往事回味》，香港：花千樹 | 葉輝：《煙迷你的眼》，香港：麥穗                     | 王良和、岑逸飛、黃仲鳴、楊牧、黃國彬   | [ 2 ]       |
| 第十屆 (2007-2008)   | 朱少璋：《灰闌記》，香港：匯智                 | 劉偉成：《持花的小孩》，香港：匯智                   | 岑逸飛、陳雲、陳德錦、黃仲鳴、劉克襄   |             |
| 第十屆 (2007-2008)   | 李智良：《房間》，香港：廿九几、kubrick        | 劉偉成：《持花的小孩》，香港：匯智                   | 岑逸飛、陳雲、陳德錦、黃仲鳴、劉克襄   |             |
| 第十一屆 (2009-2010) | 北島：《城門開》，香港：牛津大學               | 朱少璋：《隱指》，香港：匯智                         | 楊牧、陳志誠、陳雲、黃仲鳴、黃國彬     |             |
| 第十二屆 (2011-2012) | 胡燕青：《蝦子香》，香港：匯智                 | 曹疏影：《虛齒記》，香港：kubrick                    | 岑逸飛、陳志誠、陳雲、陳德錦、劉克襄   | [ 3 ]       |
| 第十三屆 (2013-2014) | 朱少璋：《梅花帳》，香港：匯智                 | 周耀輝：《紙上染了藍》，香港：亮光文化               | 張曉風、陳志誠、陳德錦、黃仁逵、雷競璇 | [ 4 ] [ 5 ] |
| 第十三屆 (2013-2014) | 郭梓祺：《積風集》，香港：花千樹               | 周耀輝：《紙上染了藍》，香港：亮光文化               | 張曉風、陳志誠、陳德錦、黃仁逵、雷競璇 | [ 4 ] [ 5 ] |
| 第十四屆 (2015-2016) | 麥樹堅：《絢光細瀧》，香港：匯智               | 杜杜：《飲食調情》，香港：中華（香港）               | 朱少璋、陶然、梅子、陳子善、黃仁逵     | [ 6 ]       |
| 第十五屆 (2017-2018) | 孔慧怡：《不帶感傷的回憶》，香港： 牛津大學    | 潘國靈：《消失物誌》，香港：中華（香港）             | 梅子、陳志誠、江弱水、馮偉才、黃仲鳴   | [ 7 ]       |
| 第十六屆 (2019-2020) | 董橋：《讀胡適》，香港：牛津大學               | 林青霞：《鏡前鏡後》，香港：天地圖書                 |                                        | [ 8 ]       |

### 小說組
|                      | 雙年獎                                           | 推薦獎                                                 | 評審                                   | 資料來源    |
| -------------------- | ------------------------------------------------ | ------------------------------------------------------ | -------------------------------------- | ----------- |
| 第一屆 (1989-1990)   | 也斯：《布拉格的明信片：也斯小說》，香港：創建   |                                                        |                                        |             |
| 第一屆 (1989-1990)   | 陳寶珍：《找房子》，香港：李煒佳、李植悅、何良懋 |                                                        |                                        |             |
| 第二屆 (1991-1992)   | 西西：《西西卷》，香港：三聯                     |                                                        |                                        |             |
| 第三屆 (1993-1994)   | 辛其氏：《紅格子酒舖》，香港：素葉               | 吳應廈：《女人啊，女人》，香港：香港文學報社           |                                        |             |
| 第三屆 (1993-1994)   | 黃碧雲：《溫柔與暴烈》，香港：天地               | 吳應廈：《女人啊，女人》，香港：香港文學報社           |                                        |             |
| 第四屆 (1995-1996)   | 心猿：《狂城亂馬》，香港：青文                   |                                                        | 李歐梵、何錦玲、孫述宇、也斯、黃維樑   |             |
| 第四屆 (1995-1996)   | 劉以鬯：《劉以鬯中篇小說選》，香港：香港作家     |                                                        | 李歐梵、何錦玲、孫述宇、也斯、黃維樑   |             |
| 第五屆 (1997-1998)   | 陳慧：《拾香紀》，香港：七字頭                   |                                                        | 金聖華、陳若曦、劉以鬯、劉紹銘、顏純鈎 |             |
| 第六屆 (1999-2000)   | 王璞：《么舅傳奇》，香港：天地                   | 劉以鬯：《對倒》，香港：獲益                           | 艾曉明、李歐梵、黃子平、黃繼持、潘耀明 |             |
| 第六屆 (1999-2000)   | 黃碧雲：《烈女圖》，香港：天地                   | 劉以鬯：《對倒》，香港：獲益                           | 艾曉明、李歐梵、黃子平、黃繼持、潘耀明 |             |
| 第七屆 (2001-2002)   | 王良和：《魚咒》，香港：青文                     | 潘國靈：《病忘書》，香港：指南針                       | 也斯、王安憶、王璞、陶然、劉以鬯       |             |
| 第七屆 (2001-2002)   | 王貽興：《無城有愛》，香港：蟻窩                 | 潘國靈：《病忘書》，香港：指南針                       | 也斯、王安憶、王璞、陶然、劉以鬯       |             |
| 第八屆 (2003-2004)   | 謝曉虹：《好黑》，香港：青文                     | 韓麗珠：《寧靜的獸》，香港：青文                       | 也斯、李歐梵、許子東、劉以鬯、蘇童     |             |
| 第九屆 (2005-2006)   | 陳汗：《滴水觀音》，香港：青文                   | 陳德錦：《盛開的桃金孃》，香港：匯智                   | 許子東、莫言、崑南、陶然、劉以鬯       | [ 2 ]       |
| 第九屆 (2005-2006)   | 陳汗：《滴水觀音》，香港：青文                   | 可洛：《繪逃師》，香港：麥穗                           | 許子東、莫言、崑南、陶然、劉以鬯       | [ 2 ]       |
| 第十屆 (2007-2008)   | 唐睿：《Footnotes》，香港：三聯                  | 葉愛蓮：《腹稿》，香港：廿九几、kubrick                | 王良和、王璞、許子東、崑南、蘇童       |             |
| 第十一屆 (2009-2010) | 也斯：《後殖民食物與愛情》，香港：牛津大學       | 李維怡：《行路難》，香港：kubrick                      | 王良和、崑南、塗乃賢、黃子平、駱以軍   |             |
| 第十二屆 (2011-2012) | 黃碧雲：《烈佬傳》，香港：天地                   | 梁品亮：《細說：梁品亮小說集》，香港：川漓社           | 崑南、陶然、張系國、陳慧、黃子平       | [ 3 ]       |
| 第十三屆 (2013-2014) | 王良和：《破地獄》，香港：匯智                   | 黎翠華：《記憶裁片》，香港：匯智                       | 崑南、何杏楓、施叔青、陶然、黃仲鳴     | [ 4 ] [ 5 ] |
| 第十四屆 (2015-2016) | （從缺）                                         | 崑南：《旺角記憶條》，香港：香港文學                   | 王良和、王璞、何杏楓、許子東、鍾文音   | [ 6 ]       |
| 第十四屆 (2015-2016) | （從缺）                                         | 陳苑珊：《愚木：短篇小說集》，香港：紅出版（青森文化） | 王良和、王璞、何杏楓、許子東、鍾文音   | [ 6 ]       |
| 第十五屆 (2017-2018) | 許榮輝：《我的世紀》，香港：初文                 | 張婉雯：《微塵記》，香港：匯智                         | 王璞、周芬伶、陳德錦、黃維樑、韓麗珠   | [ 7 ]       |
| 第十六屆 (2019-2020) | 龍應台：《大武山下》，香港：天地圖書             | 張婉雯：《那些貓們》，香港：匯智出版                   |                                        | [ 8 ]       |

### 文學評論組
第四屆增設。
|                      | 雙年獎 | 推薦獎                                                                   | 評審                                   | 資料來源    |
| -------------------- | --- | ------------------------------------------------------------------------ | -------------------------------------- | ----------- |
| 第四屆 (1995-1996)   | （從缺） | 陳炳良：《形式、心理、反應：中國文學新詮》，香港：商務                   | 陳永明、陳平原、陳國球、黃子平、趙令揚 |             |
| 第四屆 (1995-1996)   | （從缺） | 西西、何福仁：《時間的話題：對話集》，香港：素葉                         | 陳永明、陳平原、陳國球、黃子平、趙令揚 |             |
| 第五屆 (1997-1998)   | （從缺） | 陳耀成：《最後的中國人》，香港：素葉                                     | 璧華、曹順慶、陳國球、黃子平、黃維樑   |             |
| 第六屆 (1999-2000)   | （從缺） | 黃燦然：《必要的角度》，香港：素葉                                       | 王德威、許子東、陳國球、鄭樹森、劉紹銘 |             |
| 第七屆 (2001-2002)   | 黃繼持：《魯迅．陳映真．朱光潛》，香港：牛津大學                                                              | 古蒼梧：《今生此時今世此地：張愛玲、蘇青、胡蘭成的上海》，香港：牛津大學 | 王宏志、馬森、許子東、陳國球、鄭樹森   |             |
| 第七屆 (2001-2002)   | 黃繼持：《魯迅．陳映真．朱光潛》，香港：牛津大學                                                              | 葉輝：《書寫浮城：香港文學評論集》，香港：青文                           | 王宏志、馬森、許子東、陳國球、鄭樹森   |             |
| 第八屆 (2003-2004)   | （從缺） （黃繼持《現代化．現代性．現代文學》在決審會議獲頒雙年獎，唯出版社因技術問題撤回提名，故雙年獎從缺） | 王璞：《一個孤獨的講故事人：徐訏小說研究》，香港：里波                   | 王宏志、梅子、黃子平、廖炳惠、鄭樹森   |             |
| 第八屆 (2003-2004)   | （從缺） （黃繼持《現代化．現代性．現代文學》在決審會議獲頒雙年獎，唯出版社因技術問題撤回提名，故雙年獎從缺） | 崑南：《打開文論的視窗》，香港：文星圖書                                 | 王宏志、梅子、黃子平、廖炳惠、鄭樹森   |             |
| 第九屆 (2005-2006)   | 許子東：《香港短篇小說初探》，香港：天地                                                                      | 黃燦然：《在兩大傳統的陰影下》，香港：天地                               | 陳子善、梅子、黃子平、鄭樹森、劉紹銘   | [ 2 ]       |
| 第九屆 (2005-2006)   | 葉輝：《新詩地圖私繪本》，香港：天地                                                                          | 陳智德：《愔齋書話：香港文學札記》，香港：麥穗                           | 陳子善、梅子、黃子平、鄭樹森、劉紹銘   | [ 2 ]       |
| 第十屆 (2007-2008)   | （從缺） | 羅貴祥：《他地在地：訪尋文學的評論》，香港：天地                         | 古劍、李歐梵、梅子、鄭樹森、鄭登翰     |             |
| 第十屆 (2007-2008)   | （從缺） | 黃念欣：《晚期風格：香港女作家三論》，香港：天地                         | 古劍、李歐梵、梅子、鄭樹森、鄭登翰     |             |
| 第十一屆 (2009-2010) | 陳潔儀：《香港小說與個人記憶》，香港：天地                                                                    |                                                                          | 許子東、陳思和、陳國球、鄭樹森、譚國根 |             |
| 第十二屆 (2011-2012) | （從缺） | 朱耀偉、黃志華：《香港歌詞八十談》，香港：匯智                           | 許子東、梅子、廖炳惠、鄭樹森、譚國根   | [ 3 ]       |
| 第十三屆 (2013-2014) | （從缺） | 林幸謙：《身體與符號建構：重讀中國現代女性文學》，香港：中華（香港）     | 許子東、馮偉才、黃子平、鄭明娳、譚國根 | [ 4 ] [ 5 ] |
| 第十四屆 (2015-2016) | （從缺） | 黃勁輝：《劉以鬯與香港摩登：文學．電影．紀錄片》，香港：中華（香港）     | 陳平原、陳潔儀、陳麗芬、馮偉才、羅貴祥 | [ 6 ]       |
| 第十五屆 (2017-2018) | 陳智德：《板蕩時代的抒情：抗戰時期的香港與文學》，香港：中華（香港）                                          | 陳劍梅：《遇上黑色電影：香港電影的逆向思維》，香港：中華（香港）         | 許子東、陳潔儀、陳麗芬、鄭明娳、羅貴祥 | [ 7 ]       |
| 第十五屆 (2017-2018) | 陳智德：《板蕩時代的抒情：抗戰時期的香港與文學》，香港：中華（香港）                                          | 關詩珮：《譯者與學者：香港與大英帝國中文知識建構》，香港：牛津大學       | 許子東、陳潔儀、陳麗芬、鄭明娳、羅貴祥 | [ 7 ]       |
| 第十六屆 (2019-2020) | 區仲桃：《東西之間：梁秉鈞的中間詩學論》，香港：中華（香港）                                                  | 許子東：《細讀張愛玲》，香港：皇冠                                       |                                        | [ 8 ]       |
| 第十六屆 (2019-2020) | 區仲桃：《東西之間：梁秉鈞的中間詩學論》，香港：中華（香港）                                                  | 張歷君：《瞿秋白與跨文化現代性》，香港：香港中文大學出版社               |                                        | [ 8 ]       |

### 兒童少年文學組
原稱「兒童文學組」，第六屆易名「兒童少年文學組」。
|                      | 雙年獎                                               | 推薦獎                                          | 評審                                 | 資料來源    |
| -------------------- | ---------------------------------------------------- | ----------------------------------------------- | ------------------------------------ | ----------- |
| 第一屆 (1989-1990)   | 周蜜蜜：《兒童院的孩子》，香港：山邊社               | （從缺）                                        |                                      |             |
| 第二屆 (1991-1992)   | 何紫：《少年的我》，香港：山邊社                     | （從缺）                                        |                                      |             |
| 第三屆 (1993-1994)   | 阿濃：《阿濃說故事100》，香港：大家                  | 陳華英：《哈囉》，香港：獲益                    |                                      |             |
| 第三屆 (1993-1994)   | 阿濃：《阿濃說故事100》，香港：大家                  | 何巧嬋：《圓轆轆手記：校園記趣》，香港：青田    |                                      |             |
| 第四屆 (1995-1996)   | 黃慶雲：《聰明狗和百變貓》，香港：新雅               | 董啟章：《小冬校園》，香港：突破                |                                      |             |
| 第四屆 (1995-1996)   | 黃慶雲：《聰明狗和百變貓》，香港：新雅               | 陳華英：《天外小怪客》，香港：啟思              |                                      |             |
| 第四屆 (1995-1996)   | 黃慶雲：《聰明狗和百變貓》，香港：新雅               | 孫慧玲：《跳出愛的旋渦》，香港：獲益            |                                      |             |
| 第五屆 (1997-1998)   | 胡燕青：《一米四八》，香港：突破                     | 黃慶雲：《豆豆看天星》，香港：真文化            |                                      |             |
| 第六屆 (1999-2000)   | 陳葒：《青春出於籃》，香港：獲益                     | （從缺）                                        |                                      |             |
| 第六屆 (1999-2000)   | 韋婭：《會飛的葉子》，香港：木棉樹                   | （從缺）                                        |                                      |             |
| 第七屆 (2001-2002)   | 黃慶雲：《貓咪QQ的奇遇》，香港：新雅                 | 阮志雄：《一家人看月亮》，香港：螢火蟲          |                                      |             |
| 第八屆 (2003-2004)   | 黃虹堅：《明天你就十五歲了》，香港：青桐社           | 君比：《你也聽見蝴蝶在說話嗎？》，香港：螢火蟲  |                                      |             |
| 第八屆 (2003-2004)   | 黃虹堅：《明天你就十五歲了》，香港：青桐社           | 馮志康：《貧窮旅程的光影情書》，香港：突破      |                                      |             |
| 第九屆 (2005-2006)   | 周淑屏：《大牌檔．當舖．涼茶舖》，香港：獲益         | 葉松茂：《獅王密令：666之謎》，香港：基督教文藝 |                                      | [ 2 ]       |
| 第九屆 (2005-2006)   | 韋婭：《蟑螂王》，香港：和平                         | 葉松茂：《獅王密令：666之謎》，香港：基督教文藝 |                                      | [ 2 ]       |
| 第十屆 (2007-2008)   | （從缺）                                             | 阿濃：《去中國人的幻想世界玩一趟》，香港：突破  |                                      |             |
| 第十一屆 (2009-2010) | （從缺）                                             | 胡燕青：《野地果》，香港：突破                  |                                      |             |
| 第十二屆 (2011-2012) | 梁科慶：《Q版特工29：暗域狙擊》，香港：突破          | 阿濃：《幸福窮日子》，香港：突破                | 方衛平、何巧嬋、陳葒、黃虹堅、潘明珠 | [ 3 ]       |
| 第十二屆 (2011-2012) | 韋婭：《長翅膀的夜》，香港：新雅                     | 阿濃：《幸福窮日子》，香港：突破                | 方衛平、何巧嬋、陳葒、黃虹堅、潘明珠 | [ 3 ]       |
| 第十三屆 (2013-2014) | （從缺）                                             | 周淑屏：《那年老師教曉我的事》，香港：突破      | 韋婭、秦文君、陳葒、葉瑞蓮、潘明珠   | [ 4 ] [ 5 ] |
| 第十三屆 (2013-2014) | （從缺）                                             | 徐焯賢：《詩探卡爾維之黑夜．橋上》，香港：麥穗  | 韋婭、秦文君、陳葒、葉瑞蓮、潘明珠   | [ 4 ] [ 5 ] |
| 第十四屆 (2015-2016) | 彭浩翔：《伊巴謙的一天》，香港：Kubrick              | 陳櫻枝：《陳櫻枝童話選》，香港：風雅            |                                      | [ 6 ]       |
| 第十五屆 (2017-2018) | 演然：《綠色地獄》，香港：明窗                       | 黃嘉莉：《大腳趾國王》，香港：商務              |                                      | [ 7 ]       |
| 第十六屆 (2019-2020) | 游欣妮：《看見看不見——游欣妮短篇小說集》，香港：突破 | 區樂民：《老師，謝謝你！》，香港：皇冠（香港）  |                                      | [ 8 ]       |

| 新詩組         | | 作者                    |                |
|                | |                         |                |
| 第十二屆       | （2011-2012） |                         |                |
| 新詩組         | 評審：王良和、羈魂、楊澤、葉輝、鄭培凱 |                         |                |
| 雙年獎：       | 只道尋常 | 鍾國強                  | 川漓社         |
| 推薦獎：       | 而我們行走 | 呂永佳                  | 文化工房       |
|                | 決審作品：胡燕青《時間麥皮》、羅貴祥《記憶暫時收藏》、蔡炎培《離鳩譜》 |                         |                |
|                | |                         |                |
| 散文組         | 評審：岑逸飛、陳志誠、陳雲、陳德錦、劉克襄 |                         |                |
| 雙年獎：       | 蝦子香 | 胡燕青                  | 匯智           |
| 推薦獎：       | 虛齒記 | 曹疏影                  | kubrick        |
|                | 決審作品：鄺龑子《隔岸留痕》、朱少璋《小字雙行》 |                         |                |
|                | |                         |                |
| 小說組         | 評審：崑南、陶然、張系國、陳慧、黃子平 |                         |                |
| 雙年獎：       | 烈佬傳 | 黃碧雲                  | 天地           |
| 推薦獎：       | 細說：梁品亮小說集 | 梁品亮                  | 川漓社         |
|                | 決審作品：陳愴《筆架山下》、適然《屋不是家:混聲合唱》、洛楓《炭燒的城》 |                         |                |
|                | |                         |                |
| 文學評論組     | 評審：許子東、梅子、廖炳惠、鄭樹森、譚國根 |                         |                |
| 雙年獎：       | 香港歌詞八十談 | 朱耀偉、黃志華          | 匯智           |
|                | 決審作品：楊興安《金庸小說與文學》、葉輝《Metaxy：中間詩學的誕生》 |                         |                |
|                | |                         |                |
| 兒童少年文學組 | 評審：方衛平、何巧嬋、陳葒、黃虹堅、潘明珠 |                         |                |
| 雙年獎：       | Q版特工29：暗域狙擊 | 梁科慶                  | 突破           |
| 雙年獎：       | 長翅膀的夜 | 韋婭                    | 新雅           |
| 推薦獎：       | 幸福窮日子 | 阿濃                    | 突破           |
|                | |                         |                |
| 第十一屆       | （2009-2010） |                         |                |
| 新詩組         | 評審：何福仁、羈魂、胡燕青、陳義芝、鄭培凱 |                         |                |
| 雙年獎：       | 鯨鯨詩集：在日與夜的夾縫裏 | 鯨鯨                    | 文化工房       |
| 推薦獎：       | 有貓在歌唱 | 陳麗娟                  | 文化工房       |
| 推薦獎：       | 島嶼之北 | 洛謀                    | 文化工房       |
|                | 決審作品：潘國靈《靈魂獨舞》 |                         |                |
|                | |                         |                |
| 散文組         | 評審：楊牧、陳志誠、陳雲、黃仲嗚、黃國彬 |                         |                |
| 雙年獎：       | 城門開 | 北島                    | 牛津大學       |
| 推薦獎：       | 隱指 | 朱少璋                  | 匯智           |
|                | 決審作品：黃震遐《醫說樂韻》、王家敏《畫神像的女兒：我的元朗街坊誌》、鄺龑子《烟兩閒燈》、麥樹堅《目白》、潘國靈《靈魂獨舞》、葉輝《最薄的黑 最厚的白》、陳滅《抗世詩話》、江迅《干物女與草食男》 |                         |                |
|                | |                         |                |
| 小說組         | 評審：王良和、崑南、涂乃賢、黃子平、駱以軍 |                         |                |
| 雙年獎：       | 後殖民食物與愛情 | 也斯                    | 牛津大學       |
| 推薦獎：       | 行路難 | 李維怡                  | kubrick        |
|                | 決審作品：紅眼《紙烏雅》、陳冠中《盛世》 |                         |                |
|                | |                         |                |
| 文學評論組     | 評審：許子東、陳思和、陳國球、鄭樹森、譚國根 |                         |                |
| 雙年獎：       | 香港小說與個人記憶 | 陳潔儀                  | 天地           |
|                | 決審作品：黃志華、朱耀偉《香港歌詞導賞》、劉燕萍《女性與命運：粵劇‧粵語戲曲電影論集》陳智德《解體我城：香港文學1950-2005》                                                                        |                         |                |
|                | |                         |                |
| 兒童少年文學組 | 評審： |                         |                |
| 推薦獎：       | 野地果 | 胡燕青                  | 突破           |
|                | |                         |                |
| 第十屆         | （2007-2008） |                         |                |
| 新詩組         | 評審：何福仁、胡燕青、張錯、黃國彬、羈魂 |                         |                |
| 雙年獎：       | 和幽靈一起的香港漫遊 | 廖偉棠                  | kubrick        |
| 推薦獎：       | 市場，去死吧 | 陳滅                    | 麥穗           |
| 推薦獎：       | 記憶前書 | 鄭政恆                  | 三聯           |
|                | 決審作品：王良和《時間問題》、莊柔玉《寂入流感》、關夢南《看海的日子》 |                         |                |
|                | |                         |                |
| 散文組         | 評審：岑逸飛、陳雲、陳德錦、黃仲鳴、劉克襄 |                         |                |
| 雙年獎：       | 灰闌記 | 朱少璋                  | 匯智           |
| 雙年獎：       | 房間 | 李智良                  | 廿九几/kubrick |
| 推薦獎：       | 持花的小孩 | 劉偉成                  | 匯智           |
|                | 決審作品：麥華嵩《眸中風景》、王良和《魚話》、董橋《絶色》、陳之藩《思與花間》、梁嘉儀《消隱》 |                         |                |
|                | |                         |                |
| 小說組         | 評審：王良和、王璞、許子東、崑南、蘇童 |                         |                |
| 雙年獎：       | Footnotes | 唐睿                    | 三聯           |
| 推薦獎：       | 腹稿 | 葉愛蓮                  | 廿九几/kubrick |
|                | 決審作品：麥華嵩《回憶幽靈》、麻手《鴛鴦》、陳志華《失蹤的象》、黃虹堅《我媽的老套愛情》 |                         |                |
|                | |                         |                |
| 文學評論組     | 評審：古劍、李歐梵、梅子、鄭樹森、鄭登翰 |                         |                |
| 推薦獎：       | 他地在地：訪尋文學的評論 | 羅貴祥                  | 天地           |
| 推薦獎：       | 晚期風格：香港女作家三論 | 黃念欣                  | 天地           |
|                | 決審作品： |                         |                |
|                | 洛楓《請勿超越黃線》、何褔仁《浮城1, 2,3：西西小說新析》 |                         |                |
|                | |                         |                |
| 兒童少年文學組 | |                         |                |
| 推薦獎：       | 去中國人的幻想世界玩一趟 | 阿濃                    | 突破           |
|                | |                         |                |
| 第九屆         | （2005-2006） |                         |                |
| 新詩組         | 評審：何福仁、瘂弦、葉輝、蔡炎培、羈魂 |                         |                |
| 雙年獎：       | 詩大調 | 崑南                    | 風雅           |
| 雙年獎：       | 飛天棺材 | 洛楓                    | 青文書屋       |
| 推薦獎：       | 摺頁 | 胡燕青                  | 東岸           |
| 推薦獎：       | 魚化石 | 黃茂林                  | 麥穗           |
|                | 決審作品：雨希《生病了》、梁秉鈞《蔬菜的政治》 |                         |                |
|                | |                         |                |
| 散文組         | 評審：王良和、岑逸飛、黃仲鳴、楊牧、黃國彬 |                         |                |
| 雙年獎：       | 舊時風光：香港往事回味 | 陳雲                    | 花千樹         |
| 推薦獎：       | 煙迷你的眼 | 葉輝                    | 麥穗           |
|                | 決審作品：葉輝《吃遍人間煙火》、董橋《故事》、也斯《也斯的香港》 |                         |                |
|                | |                         |                |
| 小說組         | 評審：許子東、莫言、崑南、陶然、劉以鬯 |                         |                |
| 雙年獎：       | 滴水觀音 | 陳汗                    | 青文書屋       |
| 推薦獎：       | 繪逃師 | 可洛                    | 麥穗           |
| 推薦獎：       | 盛開的桃金孃 | 陳德錦                  | 匯智           |
|                | 決審作品：葛亮《相忘於江湖的魚》、陳慧《愛未來》、潘國靈《失落園》 |                         |                |
|                | |                         |                |
| 文學評論組     | 評審：陳子善、梅子、黃子平、鄭樹森、劉紹銘 |                         |                |
| 雙年獎：       | 新詩地圖私繪本 | 葉輝                    | 天地           |
| 雙年獎：       | 香港短篇小說初探 | 許子東                  | 天地           |
| 推薦獎：       | 在兩大傳統的陰影下 | 黃燦然                  | 天地           |
| 推薦獎：       | 愔齋書話：香港文學札記 | 陳智德                  | 麥穗           |
|                | 決審作品：沒有其它決審作品 |                         |                |
|                | |                         |                |
| 兒童少年文學組 | 評審： |                         |                |
| 雙年獎：       | 大牌檔‧當舖‧涼茶舖 | 周淑屏                  | 獲益           |
| 雙年獎：       | 蟑螂王 | 韋婭                    | 和平圖書       |
| 推薦獎：       | 獅王密令：666之謎 | 葉松茂                  | 基督教文藝     |
|                | 決審作品： |                         |                |
|                | |                         |                |
| 第八屆         | （2003-2004） |                         |                |
| 新詩組         | 評審：王良和、余光中、崑南、關夢南、羈魂 |                         |                |
| 雙年獎：       | 生長的房子 | 鍾國強                  | 青文書屋       |
| 推薦獎：       | 疑問 | 陳德錦                  | 匯智           |
| 推薦獎：       | 十項全能 | 蔡炎培                  | 瑋業           |
|                | 決審作品：沒有其它決審作品 |                         |                |
|                | |                         |                |
| 散文組         | 評審：許迪鏘、陶然、張錯、黃仲鳴、黃國彬 |                         |                |
| 雙年獎：       | 白描 | 董橋                    | 牛津大學       |
| 推薦獎：       | 拈來趣味：林行止自選集 | 林行止                  | 天地圖書       |
|                | 決審作品：陳雲《故我猶在：香港山居憶舊》、顏純鈎《心版圖》、邁克《互吹不如單打》、陳之藩《散步》、童元方《水流花靜：科學與詩的對話》、施友朋《色相．人間》、董橋《甲申年紀事》、董橋《小風景》    |                         |                |
|                | |                         |                |
| 小說組         | 評審：也斯、李歐梵、許子東、劉以鬯、蘇童 |                         |                |
| 雙年獎：       | 好黑 | 謝曉虹                  | 青文書屋       |
| 推薦獎：       | 寧靜的獸 | 韓麗珠                  | 青文書屋       |
|                | 決審作品：陳寶珍《改寫神話的年代》、王貽興《一半的房子、一半的他》（注：陳冠中《香港三部曲》、黃燕萍《又見椹子紅》進入決選，唯參選資格具爭議性，經評審討論後被剔除）                              |                         |                |
|                | |                         |                |
| 文學評論組     | 評審：王宏志、梅子、黃子平、廖炳惠、鄭樹森 |                         |                |
| 推薦獎：       | 一個孤獨的講故事人：徐訏小說研究 | 王璞                    | 里波           |
| 推薦獎：       | 打開文論的視窗 | 崑南                    | 文星圖書       |
|                | 決審作品：李歐梵《清水灣畔的臆語》 （注：黃繼持《現代化．現代性．現代文學》在決審會議獲頒雙年獎，唯出版社因技術問題撤回提名，故雙年獎從缺）                                                       |                         |                |
|                | |                         |                |
| 兒童少年文學組 | 評審： |                         |                |
| 雙年獎：       | 明天你就十五歲了 | 黃虹堅                  | 青桐社         |
| 推薦獎：       | 你也聽見蝴蝶在說話嗎？ | 君比                    | 螢火蟲         |
| 推薦獎：       | 貧窮旅程的光影情書 | 馮志康                  | 突破           |
|                | 決審作品： |                         |                |
|                | |                         |                |
| 第七屆         | （2001-2002） |                         |                |
| 新詩組         | 評審：王良和、胡燕青、葉輝、瘂弦、戴天 |                         |                |
| 雙年獎：       | 關夢南詩集 | 關夢南                  | 風雅           |
| 推薦獎：       | 城市浮遊 | 鍾國強                  | 青文書屋       |
| 推薦獎：       | 原詩 | 林幸謙                  | 天地圖書       |
|                | 決審作品：廖偉棠《手風琴裡的浪遊》、羈魂《回力鏢》、鍾偉民《故事》 |                         |                |
|                | |                         |                |
| 散文組         | 評審：小思、楊牧、蔣芸、劉紹銘、顏純鈎 |                         |                |
| 雙年獎：       | 從前 | 董橋                    | 牛津大學       |
| 推薦獎：       | 山水遙遙 | 黎翠華                  | 基督教文藝     |
|                | 決審作品：王良和《山水之間》、古蒼梧《祖父的大宅》 |                         |                |
|                | |                         |                |
| 小說組         | 評審：也斯、王安憶、王璞、陶然、劉以鬯 |                         |                |
| 雙年獎：       | 魚咒 | 王良和                  | 青文書屋       |
| 雙年獎：       | 無城有愛 | 王貽興                  | 蟻窩           |
| 推薦獎：       | 病忘書 | 潘國靈                  | 指南針         |
|                | 決審作品：綠騎士《啞箏之醒》、陳慧《看過去》、陳少華《克勞蒂婭》、區樂民《浪花在微笑》 |                         |                |
|                | |                         |                |
| 文學評論組     | 評審：王宏志、馬森、許子東、陳國球、鄭樹森 |                         |                |
| 雙年獎：       | 魯迅‧陳映真‧朱光潛 | 黃繼持                  | 牛津大學       |
| 推薦獎：       | 今生此時今世此地：張愛玲、蘇青、胡蘭成的上海 | 古蒼梧                  | 牛津大學       |
| 推薦獎：       | 書寫浮城：香港文學評論集 | 葉輝                    | 青文書屋       |
|                | 決審作品：（沒有其它決審作品） |                         |                |
|                | |                         |                |
| 兒童少年文學組 | 評審： |                         |                |
| 雙年獎：       | 貓咪QQ的奇遇 | 黃慶雲                  | 新雅           |
| 推薦獎：       | 一家人看月亮 | 阮志雄(文)、 王建衡(圖) | 螢火蟲         |
|                | 決審作品： |                         |                |
|                | |                         |                |
| 第六屆         | （1999-2000） |                         |                |
| 新詩組         | 評審：王良和、崑南、羈魂、葉輝、鍾玲 |                         |                |
| 雙年獎：       | 黃禍‧未完成之一：佛釘十架 | 陳汗                    | 東岸           |
| 推薦獎：       | 不可能的家 | 游靜                    | 青文書屋       |
| 推薦獎：       | 門／窗／風／雨 | 鍾國強                  | 青文書屋       |
|                | 決審作品：（沒有其它決審作品） |                         |                |
|                | |                         |                |
| 散文組         | 評審：余秋雨、陶傑、陳志誠、陳德錦、黃國彬 |                         |                |
| 雙年獎：       | 放風箏 | 梁錫華                  | 華漢文化       |
| 推薦獎：       | 一人觀眾 | 丘世文                  | 青文書屋       |
| 推薦獎：       | 水在瓶 | 葉輝                    | 獲益           |
| 推薦獎：       | 灑淚暗牽袍 | 黃秀蓮                  | 振然           |
|                | 決審作品：余滿華《香港老地方見》、黎婉嫻《當差來的天使走了》、梅子《葦思散葉》 |                         |                |
|                | |                         |                |
| 小說組         | 評審：艾曉明、李歐梵、黃子平、黃繼持、潘耀明 |                         |                |
| 雙年獎：       | 么舅傳奇 | 王璞                    | 天地圖書       |
| 雙年獎：       | 烈女圖 | 黃碧雲                  | 天地圖書       |
| 推薦獎：       | 對倒 | 劉以鬯                  | 獲益           |
|                | 決審作品：陳寶珍《角色的反駁》、黃碧雲《媚行者》、陳冠中《什麼都沒有發生》 |                         |                |
|                | |                         |                |
| 文學評論組     | 評審：王德威、許子東、陳國球、鄭樹森、劉紹銘 |                         |                |
| 推薦獎：       | 必要的角度 | 黃燦然                  | 素葉           |
|                | 決審作品：曾焯文《達夫心經－－郁達夫的心理分析》、陳家春《慾魘的透視》 |                         |                |
| 兒童少年文學組 | |                         |                |
| 雙年獎：       | 青春出於藍 | 陳葒                    | 獲益           |
| 雙年獎：       | 會飛的葉子 | 韋婭                    | 木棉樹         |
|                | 決審作品： |                         |                |
|                | |                         |                |
| 第五屆         | （1997-1998） |                         |                |
| 新詩組         | 評審：古兆申、余光中、何福仁、羈魂、黃國彬 |                         |                |
| 雙年獎：       | 地車裡 | 胡燕青                  | 詩雙月刊       |
| 雙年獎：       | 於是你沿街看節日的燈飾 | 飲江                    | 呼吸詩社       |
|                | 決審作品：秀實《島圖說》、鄧阿藍《一首低沉的民歌》、葦鳴《傳說》、劉偉成《一天》 |                         |                |
|                | |                         |                |
| 散文組         | 評審：許廸鏘、張錯、陳志誠、黃繼持、小思 |                         |                |
| 雙年獎：       | 放風 | 黃仁逵                  | 素葉           |
| 雙年獎：       | 閒筆戲寫 | 辛其氏                  | 素葉           |
| 推薦獎：       | 浮城後記 | 葉輝                    | 青文書屋       |
| 推薦獎：       | 殖民歲月：陳鈞潤城市記事簿 | 陳鈞潤                  | 突破           |
|                | 決審作品：舒非《記憶中的風景》、陶然《秋天的約會》、胡燕青《十九歳的天空》、潘銘燊《潘銘燊散文選》、丘世文《看眼難忘》、葉輝《浮城後記》、初生莫永雄《極點》、康夫《雲柱集》                      |                         |                |
|                | |                         |                |
| 小說組         | 評審：金聖華、陳若曦、劉以鬯、劉紹銘、顏純鈎 |                         |                |
| 雙年獎：       | 拾香紀 | 陳慧                    | 七字頭         |
|                | 決審作品：劉文勇《香港的早晨》、王璞《知更鳥》、黎翠華《靡室靡家》、溫紹賢《梅萼之歌》、潘國靈《傷城記》、楊漪珊《等候董建華發落》、東瑞《無言年代》、綠騎士《石夢》                              |                         |                |
|                | |                         |                |
| 文學評論組     | 評審：璧華、曹順慶、陳國球、黃子平、黃維樑 |                         |                |
| 推薦獎：       | 最後的中國人 | 陳耀成                  | 素葉           |
|                | 決審作品：黃念欣《講話文章ＩＩ》、陳德錦《邊緣回歸》、王一桃《王一桃文論選》、黃淑嫻《女性書寫：電影與文學》                                                                                      |                         |                |
|                | |                         |                |
| 兒童少年文學組 | 評審： |                         |                |
| 雙年獎：       | 一米四八 | 胡燕青                  | 突破           |
| 推薦獎：       | 豆豆看天星 | 黃慶雲                  | 真文化         |
|                | 決審作品： |                         |                |
|                | |                         |                |
| 第四屆         | （1995-1996） |                         |                |
| 新詩組         | 評審：王良和、黃國彬、楊牧、蔡炎培、羈魂 |                         |                |
| 雙年獎：       | 半途：梁秉鈞詩選 | 也斯                    | 香港作家       |
| 雙年獎：       | 如果落向牛頓腦袋的不是蘋果 | 何福仁                  | 素葉           |
|                | 決審作品： 鍾偉民《回憶》、也斯《游離的詩》 |                         |                |
|                | |                         |                |
| 散文組         | 評審：余秋雨、陶傑、曾敏之、董橋、潘銘燊 |                         |                |
| 雙年獎：       | 我們如此很好 | 黃碧雲                  | 青文書屋       |
| 推薦獎：       | 李國威文集 | 李國威                  | 青文書屋       |
|                | 決審作品：也斯《越界書簡》、蘭心《淡藍色煙霞》、阿濃《快樂有巢氏》、杜杜《瓶子集》、古蒼梧《備忘錄》、盧瑋鑾《香港故事－個人回憶與文學思考》                                                      |                         |                |
|                | |                         |                |
| 小說組         | 評審：李歐梵、何錦玲、孫述宇、也斯、黃維樑 |                         |                |
| 雙年獎：       | 劉以鬯中篇小說選 | 劉以鬯                  | 香港作家       |
| 雙年獎：       | 狂城亂馬 | 心猿                    | 青文書屋       |
|                | 決審作品：蔡振興《夜行單車》、董啟章《紀念册》、夏潤琴《沒箇安排處》、李志超《等待颶風》、鍾毓材《淘金夢土之三－大地主人》、關麗珊《與天使同眠》、馬建《怨碑》                                    |                         |                |
|                | |                         |                |
| 文學評論組     | 評審：陳永明、陳平原、陳國球、黃子平、趙令揚 |                         |                |
| 推薦獎：       | 形式、心理、反應：中國文學新銓 | 陳炳良                  | 商務           |
| 推薦獎：       | 時間的話題：對話集 | 西西、何福仁            | 素葉           |
|                | 決審作品：黃康顯《香港文學發展與評價》、董啟章與黃念欣《講話文章》、鄭樹森《藝文綴語 |                         |                |
|                | |                         |                |
| 兒童少年文學組 | 評審： |                         |                |
| 雙年獎：       | 聰明狗和百變貓 | 黃慶雲                  | 新雅           |
| 推薦獎：       | 小冬校園 | 董啟章                  | 突破           |
| 推薦獎：       | 天外小怪客 | 陳華英                  | 啟思           |
| 推薦獎：       | 跳出愛的漩渦 | 孫慧玲                  | 獲益           |
|                | 決審作品： |                         |                |
|                | |                         |                |
| 第三屆         | （1993-1994） |                         |                |
| 新詩組         | 評審：古兆申、蔡炎培、楊牧、戴天、楊匡漢 |                         |                |
| 雙年獎：       | 看河集 | 俞風                    | 素葉           |
|                | 決審作品： |                         |                |
|                | |                         |                |
| 散文組         | 評審： |                         |                |
| 雙年獎：       | 泰晤士河畔 | 陶傑                    | 人間世         |
| 雙年獎：       | 愛島的人 | 陳德錦                  | 新穗           |
|                | 決審作品： |                         |                |
|                | |                         |                |
| 小說組         | 評審： |                         |                |
| 雙年獎：       | 紅格子酒舖 | 辛其氏                  | 素葉           |
| 雙年獎：       | 溫柔與暴烈 | 黃碧雲                  | 天地圖書       |
| 推薦獎：       | 女人啊，女人 | 吳應廈                  | 香港文學報社   |
|                | 決審作品： |                         |                |
|                | |                         |                |
| 兒童少年文學組 | 評審： |                         |                |
| 雙年獎：       | 阿濃說故事100 | 阿濃                    | 大家           |
| 推薦獎：       | 哈囉 | 陳華英                  | 獲益           |
| 推薦獎：       | 圓轆轆手記：校園記趣 | 何巧嬋                  | 青田           |
|                | 決審作品： |                         |                |
|                | |                         |                |
| 第二屆         | （1991-1992） |                         |                |
| 新詩組         | 評審：也斯、蔡炎培、楊牧、黃國彬、謝冕 |                         |                |
| 雙年獎：       | 柚燈 | 王良和                  | 詩雙月刊       |
|                | 決審作品： |                         |                |
|                | |                         |                |
| 散文組         | 評審： |                         |                |
| 雙年獎：       | 琥珀光 | 黃國彬                  | 香江           |
| 推薦獎：       | 秋水 | 王良和                  | 突破           |
| 推薦獎：       | 蔣芸作品集 | 蔣芸                    | 蔣芸製作       |
|                | 決審作品： |                         |                |
|                | |                         |                |
| 小說組         | 評審： |                         |                |
| 雙年獎：       | 西西卷 | 西西                    | 三聯           |
|                | 決審作品： |                         |                |
|                | |                         |                |
| 兒童少年文學組 | 評審： |                         |                |
| 雙年獎：       | 少年的我 | 何紫                    | 山邊社         |
|                | 決審作品： |                         |                |
|                | |                         |                |
| 第一屆         | （1989-1990） |                         |                |
| 新詩組         | 評審：古兆申、蔡炎培、羈魂、戴天、鄭愁予、葉維廉 |                         |                |
| 推薦獎：       | 乞靈再集 | 乞靈                    | 破土           |
| 推薦獎：       | 我們是那麼接近 | 吳美筠                  | 詩雙月刊       |
|                | 決審作品： |                         |                |
|                | |                         |                |
| 散文組         | 評審： |                         |                |
| 雙年獎：       | 解咒的人 | 鍾玲玲                  | 小島綠葉       |
|                | 決審作品： |                         |                |
|                | |                         |                |
| 小說組         | 評審： |                         |                |
| 雙年獎：       | 布拉格的明信片 | 也斯                    | 創建           |
| 雙年獎：       | 找房子 | 陳寶珍                  |                |
|                | 決審作品： |                         |                |
|                | |                         |                |
| 兒童少年文學組 | 評審： |                         |                |
| 雙年獎：       | 兒童院的孩子 | 周蜜蜜                  | 山邊社         |

## 外部連結
- 香港 中文文學雙年獎 （页面存档备份，存于），香港公共圖書館網站
- 歷屆獲獎作品書目 （页面存档备份，存于）